# أوزلوفايا

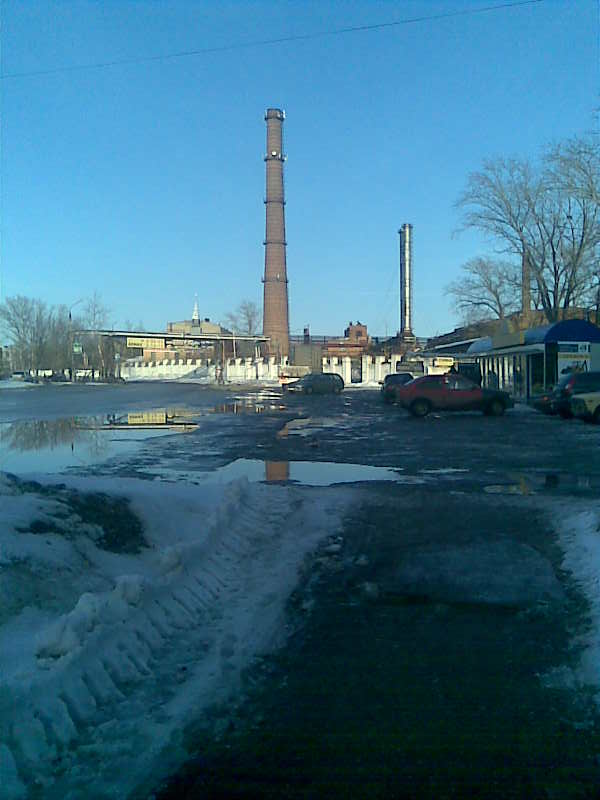

أوزلوفايا (بالروسية: Узловая) هي إحدى مدن روسيا في الكيان الفدرالي الروسي تولا أوبلاست.